# Es ist zu deinem Besten
Es ist zu deinem Besten ist eine deutsche Filmkomödie aus dem Jahr 2020 von Marc Rothemund mit Heiner Lauterbach, Jürgen Vogel, Hilmi Sözer, Janina Uhse, Lisa-Marie Koroll und Lara Aylin Winkler. Der deutsche und österreichische Kinostart erfolgte am 8. Oktober 2020. Es handelt sich um ein Remake der spanischen Komödie Es por tu bien (2017). Produziert wurde der Film von Felix Starck, der auch das Drehbuch schrieb.

## Handlung
Der Wirtschaftsanwalt Arthur, der Bauarbeiter Kalle und der Physiotherapeut Yus sind drei Väter, deren Töchter sich verliebt haben. Aus Sicht der Väter allerdings jeweils in den falschen Mann, in den Augen der Väter sind die möglichen zukünftigen Schwiegersöhne keine Vorzeigeexemplare.
Luna, die Tochter von Kalle, ist einem Aktfotografen und früheren Klassenkameraden ihres Vaters verfallen. Antonia, die Tochter von Arthur, lässt die Hochzeit mit einem Anwalt platzen, um mit einem linken Weltverbesserer durchzubrennen. Und Sophie, die Tochter von Yus, schwänzt heimlich die Schule, um Zeit mit Andi zu verbringen, der Kontakt zur Drogenszene hat.
Die drei Väter beschließen daher, die Verehrer ihrer Töchter loszuwerden, unter anderem indem sie ihnen Affären mit anderen Frauen unterstellen. Das scheint vorerst auch zu funktionieren, zwischen den Töchtern und ihren Freunden kommt es zum Streit. Allerdings kommen diese wieder zusammen, und auch zwischen Töchtern und deren Vätern kommt es zur Aussöhnung und sie akzeptieren, dass deren Töchter erwachsen sind und ihre eigenen Entscheidungen treffen.

## Produktion und Hintergrund
Die Dreharbeiten fanden von August 2019 bis zum 7. Oktober 2019 statt, gedreht wurde in Berlin und Brandenburg.
Produziert wurde der Film von der Koryphäen Film, unterstützt wurde die Produktion von der Filmförderungsanstalt, dem Deutschen Filmförderfonds und der Medienboard Berlin-Brandenburg GmbH. Die Kamera führte Philip Peschlow. Für das Kostümbild zeichnete Ramona Klinikowski verantwortlich, für das Szenenbild Isabel von Forster, für die Maske Karla Meirer und für das Casting Franziska Aigner-Kuhn.
In Italien wurde die spanische Vorlage Es Por Tu Bien (2017) unter dem Titel È per il tuo bene (2020) neu verfilmt.
In der ARD und im ORF wurde der Film am 17. Juli 2023 erstmals ausgestrahlt.

## Rezeption

### Kritiken
Björn Schneider vergab auf cineman.ch 3,5 von fünf Punkten und meinte, dass der Humor im Film zu weiten Teilen stimmig erscheine. Allerdings setze Rothemund hin und wieder auf infantilen, allzu reißerischen Witz. Dazu kämen eine gewisse Überraschungsarmut und Erwartbarkeit. Dennoch stimme die Chemie zwischen den spielfreudigen Darstellern und Rothemund garniere seinen temporeich inszenierten Film mit einem stimmungsvollen Soundtrack.
Jörg Brandes (RedaktionsNetzwerk Deutschland) befand, dass es trotz namhafter Besetzung nur zu Durchschnitt mit erwartbarem Ausgang reiche. Obwohl es auch um gesellschaftliche Gegensätze und Drogen geht, setze der Film auf harmlose Unterhaltung. Immerhin würde es nie allzu klamaukig, ein paar Pointen seien nicht von schlechten Vätern.
Diemuth Schmidt bezeichnete die Produktion im Weser Kurier als unterhaltsamen Wohlfühlfilm, der mit viel Schauspielpower für Unterhaltung ohne großen Tiefgang sorge. Schade sei, dass vor allem Klischeefiguren aufeinandertreffen und die ausgewählten Schauspieler nicht gegen den Strich besetzt wurden und die ausgespielten Klischees nicht wirklich aufs Korn genommen würden wie etwa bei Monsieur Claude und seine Töchter.
Dagegen bezeichnete Martin Schwickert den Film in der Saarbrücker Zeitung als „verzichtbare Neuverfilmung“. Die angestrebten Turbulenzen wären zu müde und auch bei der Charakterisierung der Väter lasse Rothemund keinen Stereotypen aus. Die emotionalen Bindungen zu den Töchtern, welche die Väter in die Verzweiflung treibt, seien bloße Behauptung und würden auf der Leinwand keine sichtbare Gestalt annehmen. So bliebe es beim inspirationsarmen Abschießen von halbamüsanten Pointen.
Tilmann P. Gangloff bewertete den Film auf tittelbach.tv mit 3,5 von 6 Sternen. Was nach einer witzigen Sommerkomödie im Stil von Meine Braut, ihr Vater und ich klinge, sei in der Umsetzung allerdings nur halb so witzig. Der Inszenierung mangele es an Charme und Raffinesse. Dass die Produktion dennoch Spaß mache, liege an witzigen Dialogen und gelungener Situationskomik.

### Quote
Bei der Erstausstrahlung im Ersten im Juli 2023 erreichte der Film 3,95 Millionen Seher, der Marktanteil betrug 16,8 Prozent.